# Spodnja Ložnica
Spodnja Ložnica – wieś w Słowenii, w gminie Slovenska Bistrica. W 2018 roku liczyła 158 mieszkańców.